# Alleghe
"Alleghe" là một đô thị ở tỉnh Belluno, Veneto, Italia.
Phía tây Alleghe giáp hồ Alleghe, một hồ được tạo năm 1771 do vụ lở đất từ núi Piz. Đô thị này nằm ở độ cao 1000 m, diện tích 29 km2, dân số cuối năm 2004 là 1408 người.